# .cm
.cmは、国別コードトップレベルドメイン (ccTLD)の一つで、カメルーンに割り当てられている。

## 歴史
2006年8月、.cmのレジストリはワイルドカードDNSレコードを設立した。これによってこのTLD内の未登録ドメインは、ペイド・サーチリンク付ドメインパーキングのページに飛ばされるようになった。これは、.comとタイプしようとしたユーザの誤タイプを利用する意図があるとみられる。これはKevin Hamによって探し出された。
ワイルドカードDNSレコードは、実際には3つのエントリーから成っている。
```
*.
cm
 
900
 
TXT
   
"v=spf1 -all"

*.
cm
 
900
 
TXT
   
"v=spf2.0/pra -all"

*.
cm
 
900
 
A
     
72.51
.
27.58

```

最初の2つはSender Policy Frameworkに関するもので（しかし二つ目のレコードは信頼性に疑いがある）、ワイルドカード化されたドメインではいかなるメールも送信しないことを示している。3番目のレコードは、存在しないドメインの正引きは72.51.27.58を返すことを意味している。
現在はリダイレクトされることはない。